# Colindale (stanice metra v Londýně)
Colindale je stanice metra v Londýně, otevřená 18. října 1924. 25. září 1940 ve 20 hodin a 45 min zasáhla stanici velká bomba. Ve stanici byla zrovna souprava se 400 lidmi, 13 z nich zemřelo. K uctění památky přijeli 26. září 1940 král Jiří VI. s královnou Elizabeth. Blízko stanice je také nákupní centrum Oriental City. Autobusovou dopravu zajišťují linky 204, 303 a noční linka N5. Stanice se nachází v přepravní zóně 4 a leží na lince:
- Northern Line (mezi stanicemi Burnt Oak a Hendon Central)

| Rok  | Počet cestujících |
| ---- | ----------------- |
| 2011 | 4,13 mil          |
| 2012 | 4,27 mil          |
| 2013 | 4,54 mil          |
| 2014 | 5,40 mil          |